# 方宁
方宁（1955年7月—），安徽金寨人，中华人民共和国政治人物。中国共产党党员。安徽大学哲学系毕业，中国社会科学院研究生院农业经济管理专业在职研究生学历，管理学博士学位。
历任安徽省人民政府办公厅副处长、处长、副主任；宣城地委副书记、行署副专员、专员，宣城市委副书记、市长、市委书记、市人大常委会主任；安徽省人民政府秘书长等职。
2009年11月，任国务院参事室副主任。2016年5月，卸任国务院参事室副主任职务。